# Louisa Hill
Louisa Katherine Hill (née le 2 mars 1962 à Takapuna) est une cavalière néo-zélandaise de dressage.

## Carrière
Elle commence l'équitation à quatre ans. En 1986, après du concours complet, elle se spécialise dans le dressage. Son cheval Rumplestiltskin se qualifie pour les Jeux olympiques de 2000 à Sydney, cependant on lui diagnostique la maladie de Cushing, on doit l'euthanasier.
Elle participe aux Jeux olympiques d'été de 2004 à Athènes, où, avec Gabana, elle est 49e de l'épreuve individuelle.
Entraînée par Andreas Müller en Allemagne, elle remporte la sélection néo-zélandaise et participe aux Jeux olympiques d'été de 2012 à Londres, où, avec Antonello, elle est 48e de l'épreuve individuelle sur 50 participants.